# Памятник В. И. Ленину у Финляндского вокзала
Памятник В. И. Ленину у Финляндского вокзала в Санкт-Петербурге — один из самых первых памятников Владимиру Ленину в России. Установленный в 1926 году, это был один из первых крупномасштабных памятников Ленину, завершённых в течение трёх лет после его смерти. На нём Ленин изображён произносящим речь на броневике вскоре после прибытия на вокзал в 1917 году из-за границы. Он был спроектирован в стиле раннего конструктивизма скульптором Сергеем Евсеевым и архитекторами Владимиром Щуко и Владимиром Гельфрейхом. Стиль и поза скульптуры были в дальнейшем скопированы в других работах. Памятник Ленину у Финляндского вокзала имеет статус объекта культурного наследия федерального значения.

## Ленин на Финляндском вокзале

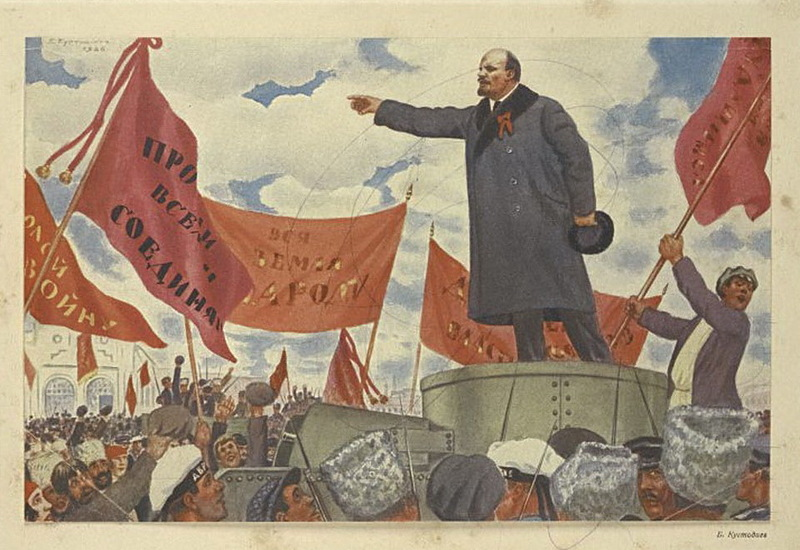
Образ Ленина, произносящего речь с крыши броневика, вдохновил на создание памятника.

Владимир Ленин жил в изгнании в Швейцарии во время Первой мировой войны. После Февральской революции немецкие власти разрешили ему проехать на опломбированном поезде через территорию Германии, сесть на паром до Хельсинки. Откуда он поездом добрался до Петрограда. Прибыв на Финляндский вокзал города, он был встречен толпой сочувствующих большевикам и, забравшись на башню броневика, обратился к народу с призывом «Да здравствует социалистическая революция!». Затем он подъехал на машине к штаб-квартире большевиков в особняке Кшесинской и произнёс речь в поддержку большевизма и осудил умеренных меньшевиков и партию эсеров.

## Памятник

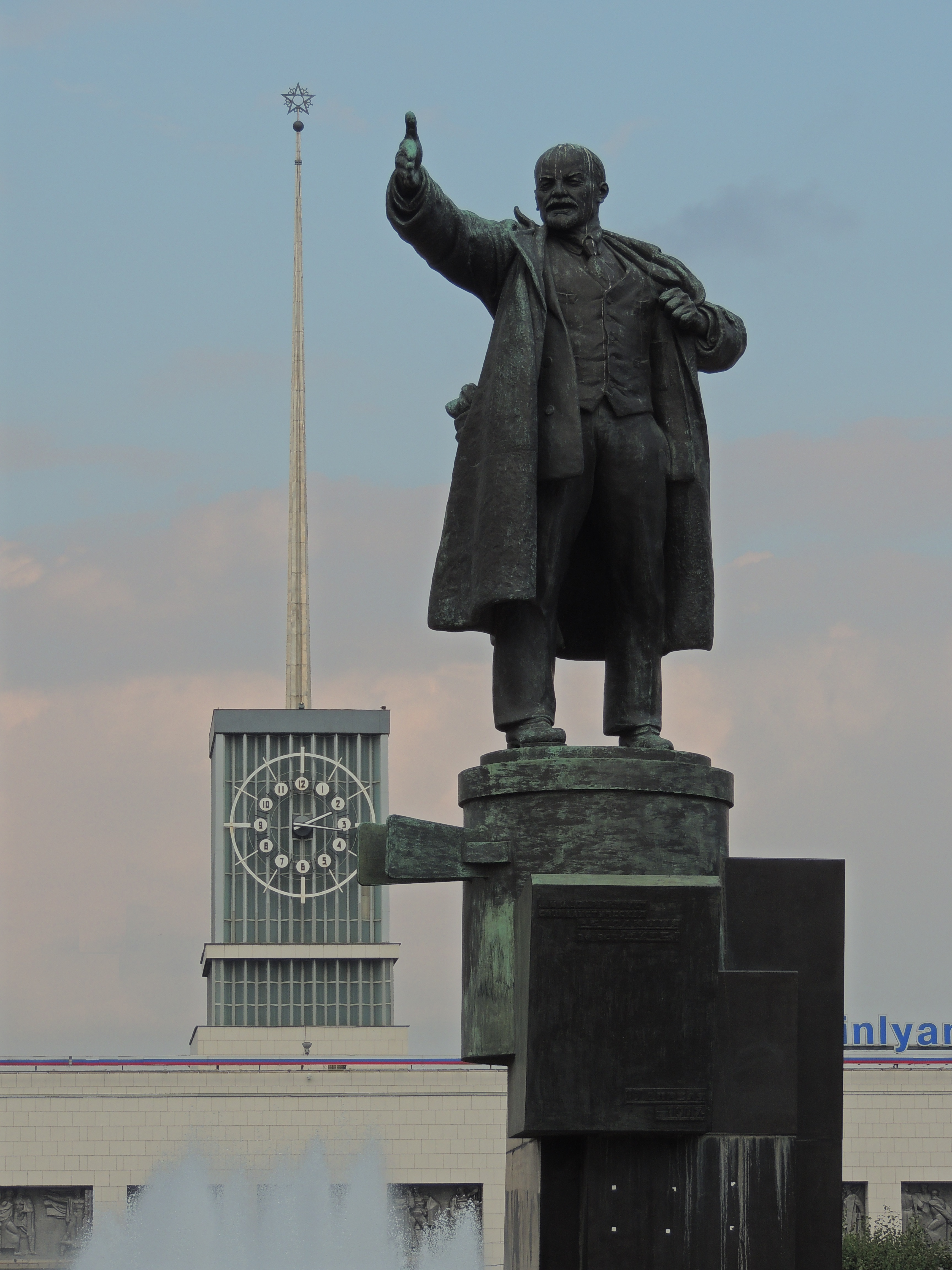
Фрагмент памятника на фоне вокзала

Памятник, воздвигнутый в 1926 году в Ленинграде, является одной из первых крупных скульптур Ленина, установленных в Советском Союзе, высота монумента составляет около 11 м. Памятник изображает Ленина во время выступления с крыши броневика. Он выполнен в стиле раннего конструктивизма скульптором Сергеем Евсеевым и архитекторами Владимиром Щуко и Владимиром Гельфрейхом. Фигура сделана из бронзы, а цоколь, изображающий броневик, — из камня.
Ленин изображён в костюме с галстуком, жилетом и пальто. Этот образ связан с его более поздним положением лидера Советского Союза, а не с одеждой 1917 года, когда он был лидером революции. Как и на других памятниках Ленина этого периода, он изображён без головного убора (его кепка заправлена в правый карман пальто). Ленин изображён с поднятой до плеча правой рукой, ладонью вперед и поднятым большим пальцем. Эта поза характерна для многих статуй Ленина, хотя профессор Беркли Лаура Боннелл полагал, что это изображение отличается от более поздних версий тем, что рука Ленина используется для обозначения направленного движения, а не для благословения масс. Левая рука статуи держит лацканы пальто и пиджака. Памятник описан оксфордским профессором Пенелопой Кёртис как «первый важный памятник» Ленину, установивший стиль, который многократно повторяли более поздние скульптуры. Иосиф Бродский считал, что памятник впервые изображает человека на броневике, и сравнил его с традицией конных статуй предыдущих лидеров.

## История
Планы установки памятника Ленину появились сразу после его смерти. На памятник осуществлялся сбор средств среди трудящихся, и 16 апреля 1924 года состоялась его закладка на площади у Финляндского вокзала с участием Г.Е. Зиновьева, выступившем с  речью "Историческое значение Ленина".  Был объявлен всесоюзный конкурс проектов памятника, в котором приняли участие ведущие скульпторы и архитекторы страны. В августе 1924 года открылась выставка конкурсных работ, где помимо проекта Щуко, Гельфрейха и Евсеева, были представлены также проекты Манизера, Фомина, Лангбарда, Руднева. В итоге жюри отдало предпочтение проекту Щуко, Гельфрейха и Евсеева, после чего началась работа над скульптурой. Авторы памятника изучали фотографии Ленина, им помогали старые большевики, знакомые с вождём. К маю 1926 года была готова модель памятника, которая получила полное одобрение. Отливка памятника проводилась на заводе «Красный выборжец» под руководством инженера Э. П. Гаккера. Для этого потребовалось около 10 т бронзы, причём из-за нехватки металла пришлось переливать даже гильзы от снарядов.
Памятник был открыт 7 ноября 1926 года, в девятую годовщину Октябрьской революции. Первоначально он стоял на небольшой площади перед вокзалом, у места исторической встречи. Летом 1942 года началась работа над проектами по созданию перед Финляндским вокзалом раскрытого к Неве архитектурного ансамбля. В 1945 году, он был перемещён на новое место, в центр новой большой площади Ленина, образованной в ходе реконструкции после окончания Великой Отечественной войны. Скульптура находится спиной к Финляндскому вокзалу и обращена в сторону Невы.
Памятник являлся символом Ленинграда наряду с медным всадником.
1 апреля 2009 года памятник был подвергнут акту вандализма, в 4:30 утра на статуе взорвалась бомба. Скульптура была повреждена со стороны спины, в пальто образовалась дыра диаметром 80—100 см. Вандалов так и не нашли. Скульптура была увезена на реставрацию и возвращена в апреле 2010 года.

## Галерея

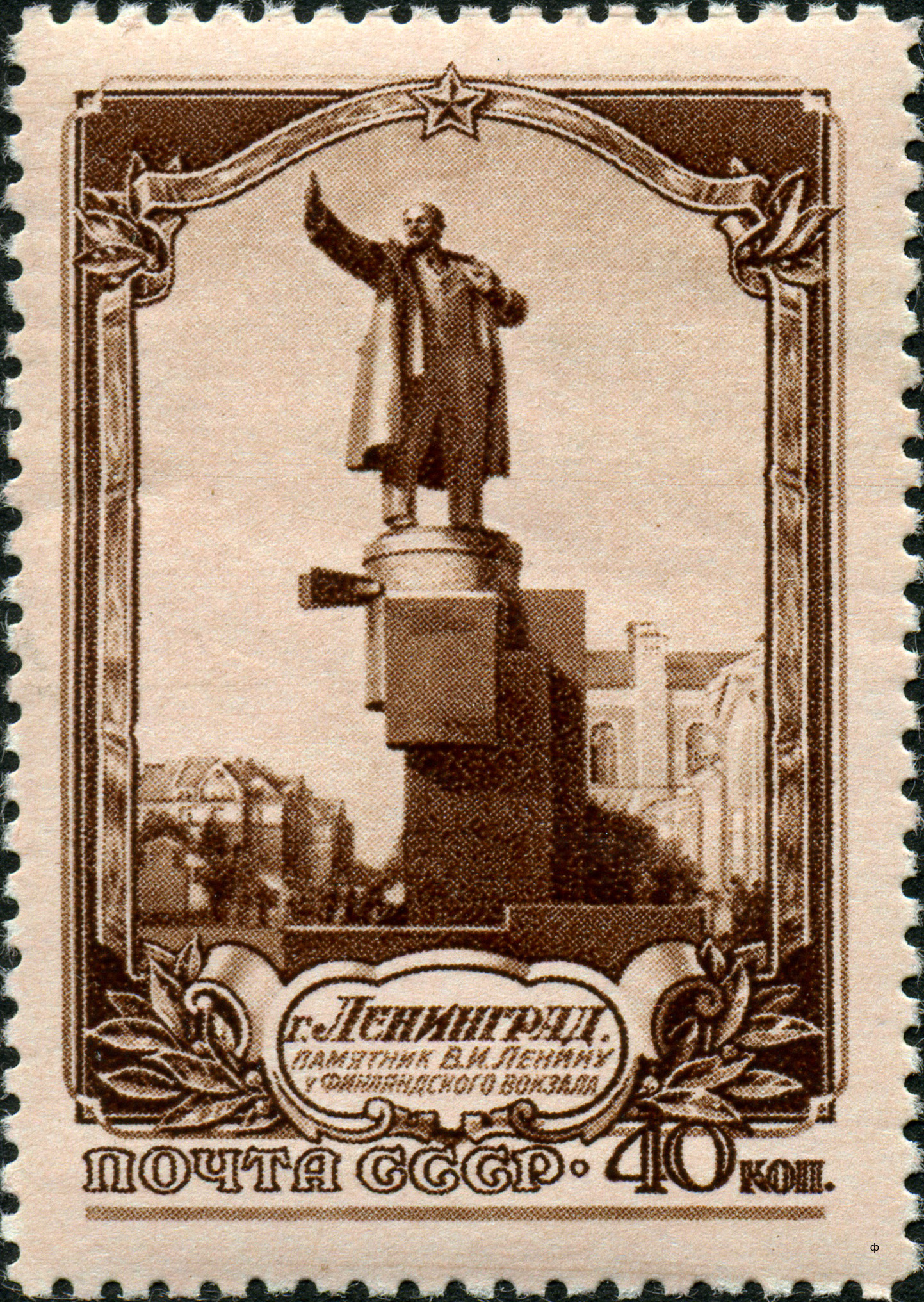
На марке советских времен
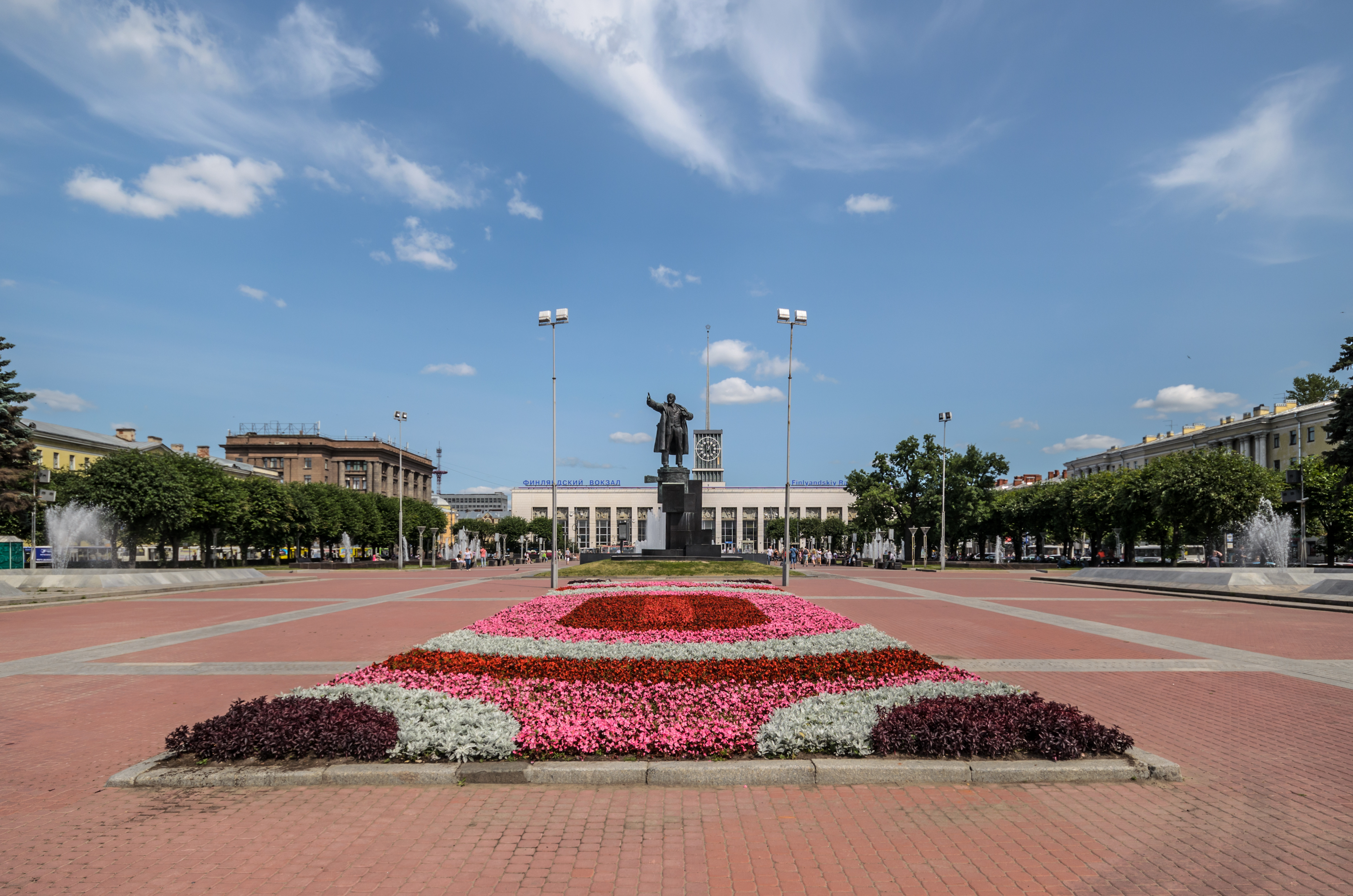
Расположение на площади Ленина
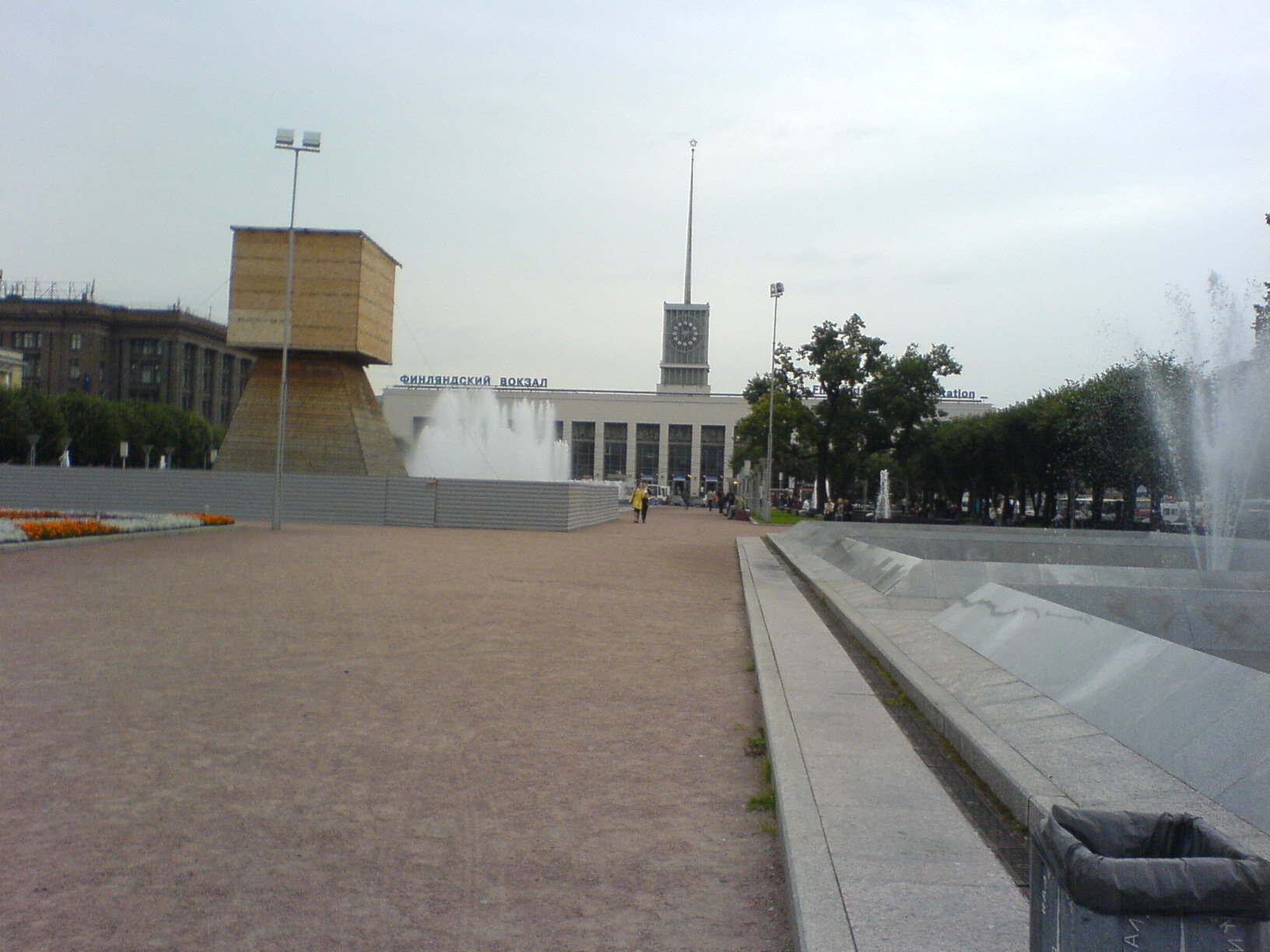
Заколоченный постамент во время реставрации скульптуры в 2009 году
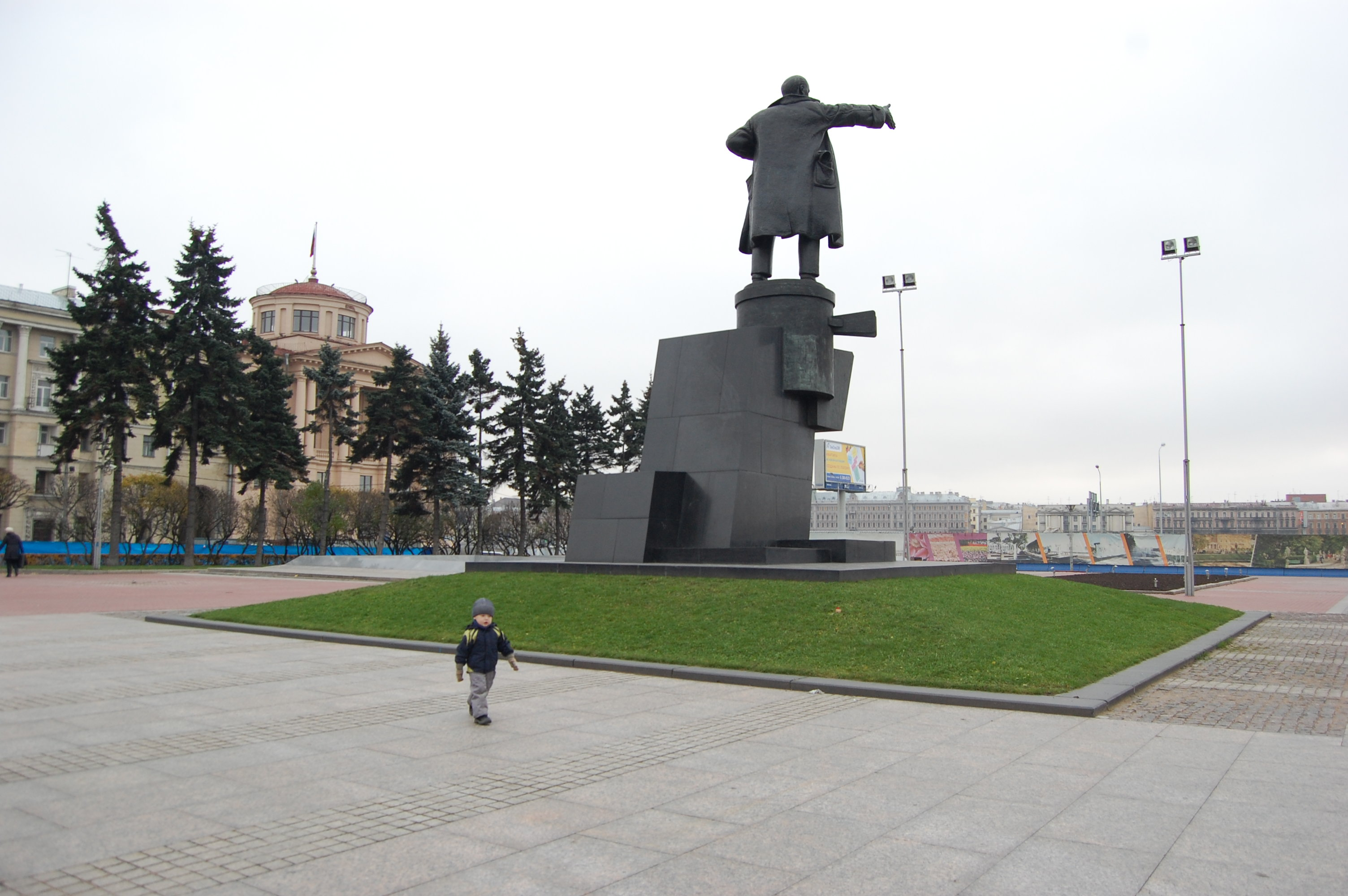
Вид сзади